# Албанська шляхта
Албанська шляхта — елітний спадковий правлячий стан в Албанії, частинах західних Балкан і пізніше в деяких частинах Османського світу. Албанська шляхта складалася з землевласників величезних територій, часто підпорядкованих таким державам, як Візантійська імперія, різні сербські держави, Венеційська республіка, Османська імперія та Неаполітанське королівство на додаток до албанських князівств. Вони часто використовували візантійські, латинські чи слов'янські титули, такі як севастократор, деспот, дукс, комес і жупан.

## Візантійська імперія
Родина Музака була лояльною до Візантійської імперії. За вірність Візантії голова роду Андреа II Музака в 1335 році отримав титул деспота, а інші Музаки продовжували кар'єру у візантійській адміністрації в Константинополі.

## Арбанонське князівство
Перша албанська держава в Середньовіччі перебувала під владою родини Прогоні і простягалася від річки Дрін до південного кордону Охридського озера. Його правителі були відомі в католицьких джерелах з титулами суддів, тоді як у візантійських згадуються титули великого архонта та пангіперсебаста.

## Королівство Сербія
Коли Дуррес був захоплений Королівством Сербія, Стефан Милутин був титулований королем Албанії, а його правління час від часу визнавали албанські шляхтичі навколо Дурреса. Багато албанської шляхти було включено до феодальної ієрархії Королівства Сербія та мали титули та привілеї жупанів, воєвод або казнаків.

## Сербська імперія
Албанська знать була включена в ієрархію феодальної системи Сербської імперії без будь-якої дискримінації та брала участь у роботі вищих державних установ, де албанські архонти мали ті ж права, що й сербська шляхта. Сербський імператор хотів заручитися підтримкою албанської знаті, тому підтвердив привілеї, надані Круї Візантійською імперією.

## Османська імперія
Вирішальним моментом у відносинах албанської знаті з Османською імперією стала битва при Саврі 1385 року. Після битви при Саврі албанська шляхта стала васалом Османської імперії.
Албанська шляхта воювала проти османів не об'єднаними та компактними силами, як сербська та болгарська аристократія, а невеликими незалежними місцевими правителями. Таким чином, османи, яких з того часу стверджували як «жорстоких і безжальних» до сербської та болгарської шляхти, могли бути примирливими з албанською знаттю.
Коли Албанія увійшла до складу Османської імперії, вона була поділена на санджаки з численними тімарами. Багато членів албанської знаті займали високі посади в османській ієрархії, як-от Скандербег і Баллабан Бадера, які були санджакбеями Османської імперії. Деякі представники албанської шляхти були османськими тімаріотами. Завдяки запровадженню тімарної системи протягом не більше ніж двох поколінь албанська шляхта була поглинена османським військовим класом. Вони прийняли османські титули, такі як ага, бей або паша. Однак албанська шляхта чинила значний опір османському правлінню, про що свідчать албанське повстання 1432—1436 років і повстання Скандербега.

## Венеційська республіка
Під час періоду кризи для Османської імперії після битви при Анкарі 1402 року кілька османських васалів з Албанії, включаючи Івана Кастріоті, Нікетаса Топія та Нікола Заккаріа, визнали венеціанський сюзеренітет. Численні представники албанських знатних родин були венеціанськими проноєрами. Під час албано-венеційської війни багато албанських шляхтичів воювали проти Скандербега у венеційських військах.

## Неаполітанське королівство
У 1451 році багато албанських шляхтичів стали васалами Неаполітанського королівства. Першим був Скандербег, який 26 березня 1451 року підписав Гаетський договір, а після нього багато інших албанських шляхтичів, таких як Георг Аріаніті, Гін Мусакі, Георг Стрез Бальшич, Пітер Спані, Пал Дукаджіні, Топія Мусакі, Петро з Гімари, Симон Зенебіші та Карло II Токко. Подібні договори підписав Карло II Токко. Скандербегу довелося виконати свої васальні зобов'язання, щоб направити свої війська до Італії, щоб підтримати Фердинанда I Неаполітанського в його боротьбі проти Анжуйської династії. Натомість Неаполітанське королівство надало фінансову та військову підтримку своїм васалам в Албанії та утримувало постійний гарнізон у Крйї.

## Релігія і мова
Релігія албанської знаті залежала від релігії їхніх сеньйорів або влади, яка могла загрожувати їхньому політичному існуванню. До кінця XIV століття албанська шляхта була християнами (православними чи католиками). Після битви при Саврі 1385 року більшість місцевої албанської знаті стали васалами Османської імперії і почали переходити в іслам. Наприкінці XVІІ століття албанська знать була більшістю ісламізованою.
Офіційною мовою листування в середньовічних князівствах Албанії, контрольованих місцевою знаттю, були грецька, латинська або слов'янська.

## Реставрація
Спроба відновити монархію 1997 року була відхилена приблизно двома третинами учасників референдуму. Колишні шляхетські родини та їхні нащадки все ще є частиною суспільства в Албанії, але вони більше не зберігають жодних особливих привілеїв.

## Шляхетські родини
Це список албанських шляхетських родин, який також включає родини албанського походження.
 